# Acherongia
Genre
Acherongia est un genre de collemboles de la famille des Hypogastruridae.

## Liste des espèces
Selon Checklist of the Collembola of the World (version du 4 novembre 2019) :
- Acherongia huetheri Fjellberg, 1992
- Acherongia minima Massoud & Thibaud, 1985
- Acherongia palatinensis (Hüther, 1969)
- Acherongia steineri Christian & Thibaud, 1996

## Publication originale
- Massoud & Thibaud, 1985 : Recherche sur la faune interstitielle aérienne des sables fins: les collemboles. Annales de la Société Entomologique de France, vol. 21, no 1, p. 39-44.